# トレニオタ
トレニオタ（ベラルーシ語: Транята, リトアニア語: Treniota, ポーランド語: Treniota; 1264年に殺害）は、ナヴァフルダク、ポドラシエおよび原リトアニアの公。リトアニア国王ミンダウガスの甥かつ彼に対する陰謀の指導者の一人である。ミンダウガス暗殺の成功後に公位につくものの、すぐにミンダウガスの支持者に殺害された。

## 生涯
トレニオタはリトアニア国王ミンダウガスの姉妹の息子であるという事実がわかっている。『リトアニア＝ジェマイティヤ年代記』によるとスキルマンタスの息子でリウバルタスとピシマンタスの兄弟がいたという。ヴラディーミル・アントノヴィチは彼を「ジェマイティヤの支配者の一人」と呼んだ。
トレニオタは、『リヴォニア押韻年代記』における1260年から1261年にかけての出来事であるドイツ騎士団 に対するドゥルベの戦いの勝利においてジェマイティヤの軍勢の指揮官として初めて言及されている。
当時、ミンダウガスはリヴォニア騎士団およびドイツ騎士団によるリトアニアへの攻撃を避けるためにカトリックを受け入れて国王として戴冠したが、トレニオタはミンダウガスのもとでジェマイティヤ総督をつとめる一方、異教を信仰し続けた。ミンダウガスの改宗にもかかわらず、リトアニアに対する攻撃は止まなかった。トレニオタはミンダウガスの側近の一人としてローマ教皇の同盟破棄とドイツ騎士団への戦闘の再開を説得させるのに成功した。
『イパチエフ年代記』によるミンダウガスは妻が死んだ後にその姉妹で既にナリシアの公であったダウマンタスの妻であるモルタを強奪した話は良く知られている。これを恨んだダウマンタスはトレニオタと手を組み1263年にミンダウガスをその2人の息子とともに暗殺することに成功し、トレニオタが新大公となった。
トレニオタの支配は長くは続かなかった。直ぐにトレニオタは権力を巡ってポラツク公タウトヴィラス（幾人かの学者はタウトヴィラスをトレニオタの兄弟と見做している）と衝突した。この争いはタウトヴィラスを討ち取ることに成功したトレニオタの勝利で終わった。ところがすぐにミンダウガスの支持者たちがトレニオタの暗殺を企てて殺害した。大公位はミンダウガスの息子であるヴァイシュヴィルガスがついた。